# Julia Ling
Pour les articles homonymes, voir Ling.
Julia Ling, née Xiao Wei Lin (en chinois : 林小微, hanyu pinyin : Lín Xiǎowēi), est une actrice américaine surtout connue pour son travail à la télévision, notamment ses apparitions récurrentes dans les séries diffusée sur la NBC telles que Urgences, Studio 60 on the Sunset Strip et Chuck.

## Biographie
À l'âge de 6 ans, elle a remporté le « Best Storyteller Award » du Chinese World News pour sa qualité à raconter des histoires. L’œuvre de Julia Ling a été présentée sur la page principale de Pasadena Star-News et dans des magazines et des festivals.
À la Temple City High School, elle a participé à des compétitions scolaires de danse, de tennis et de natation. À l'âge de 16 ans, après neuf ans de piano, Ling est diplômée de la Royal Commission of Music. À l'UCLA, Ling est diplômée en génie chimique biomédical. Elle a été trésorière de la Société de génie chimique, vice-présidente de la Société d'ingénierie d'UCLA et membre honoraire de la société des femmes ingénieurs.

### Carrière
En 2003, Julia Ling fait ses débuts à la télévision dans Buffy contre les vampires. Elle a joué dans plus de 20 films indépendants, mais elle est surtout connue pour son travail à la télévision. Elle a joué le rôle récurrent de Kim Tao dans la série de la NBC Studio 60 on the Sunset Strip. Julia Ling aura d'autres rôles en tant qu'invitée principale ou récurrente dans les séries Touche pas à mes filles, Dr House, Urgences, Grey's Anatomy, Newport Beach et The Deep End.
En 2007, Julia Ling a participé à la compétition d'arts martiaux Jackie Chan Disciples. Elle a été sélectionnée comme « Top quatre des finalistes » représentant les États-Unis au tournoi International des finalistes en Chine, mais elle n'a pas eu l'occasion de le disputer en raison de son rôle d'Anna Wu dans Chuck.[réf. nécessaire]
En 2008, Julia Ling tourne et double sa première fiction pour le jeu vidéo Command and Conquer : Red Alert 3.

## Filmographie

### Cinéma
- 2004 : Éducating Lewis de Ted Wass : Julia
- 2005 : Black/White de Kevin Rodney Sullivan : pilote automobile
- 2005 : Ride or Die de Chris W. Hill : Mei Lin
- 2005 : Mémoires d'une geisha de Rob Marshall : danseuse (non-créditée)
- 2006 : Undoing de Chris Chan Lee : Linda
- 2009 : August Petfarkin Paints His Masterpiece de Bob Kent : Epsilon
- 2010 : High School de John Stalberg Jr. : Charlyne Phuc
- 2010 : Cinder de Jason Jury : Mei
- 2010 : Dynamite Swine de Mark Poisella : Lulu
- 2010 : Love Sick Diaries de Mike Ahuja : Origami Girl
- 2011 : Halloween Knight de Chase B. Kenney et Dan Martin : Val
- 2016 : Tell Me How I Die de D.J. Viola : une fille de la sororité
- 2017 : Bonds of Brotherhood de Adrian Carr : Evelyn

### Télévision

#### Séries télévisées
- 2004 : Buffy contre les vampires : Potentielle#2 (épisode "La Fin des temps, partie 2")
- 2006 : Dr House : Anne Ling (saison 2, épisode épisode 18 : "Insomnies")
- 2006-2007 : Urgences : Michelle (5 épisodes)
- 2006-2007 : Studio 60 on the Sunset Strip : Kim Tao (5 épisodes)
- 2007 : Grey's Anatomy : Emma Rachel Lane (saison 4, épisode 8 : "Retour au lycée")
- 2007 : Newport Beach : Lucy (saison 4, épisode 11 : "La Loutre de mes rêves")
- 2007 - 2010 : Chuck : Anna Wu (31 épisodes)
- 2010 : The Deep End : Mei Brundage (saison 1, épisode 3 : "To Have and to Hold")
- 2011 : I Hate My Teenage Daughter : Jane (saison 1, épisode 1 : "Pilot")
- 2016-2018 : Tactical Girl : Tactical Girl (10 épisodes)
- 2018 : We Need to Talk : la serveuse (saison 2, épisode 6)

### Jeux vidéo
- 2008 - Command and Conquer : Alerte rouge 3 : Izumi

## Voix françaises
En France
- Laetitia Godès dans Urgences (série télévisée)

- Caroline Combes dans Newport Beach (série télévisée)

- Ysa Ferrer dans Chuck (série télévisée)